# Gill Sans
Gill Sans is een schreefloos lettertype ontworpen door Eric Gill in 1927 en uitgegeven in 1928.
Gill was een ervaren beeldhouwer, grafisch ontwerper en letterontwerper. Het lettertype Gill Sans was gebaseerd op een ander lettertype, Johnston, van Edward Johnston, dat toegepast werd voor de Londense metro (London Underground). Gill werkte aan dit lettertype toen hij bij Johnston het vak leerde.
Eric Gill zocht naar de ultieme variant van een goed leesbare schreefloze letter. Gill Sans is ontworpen voor zowel tekstletter als voor grote koppen of borden. Gill Sans werd een van de best verkochte lettertypen van Monotype.
Het lettertype wordt ook geleverd met Apple Macintosh Mac OS X en onder de naam Gill Sans MT met sommige Microsoft-producten.

## Eigenschappen
De tekenset met hoofdletters van Gill Sans is gemodelleerd naar monumentale Romeinse kapitalen zoals aangetroffen op de Zuil van Trajanus, en de lettertypen Caslon en Baskerville. Het vertoont een minder mechanisch uiterlijk dan bijvoorbeeld Futura vanwege de Romeinse invloeden en lijkt daardoor traditioneler. In vergelijking met Akzidenz Grotesk en Univers heeft Gill Sans toch zijn eigen karakter.
Gill Sans diende meermalen als model voor latere lettertypen, zoals Syntax en FF Scala Sans. Er zijn varianten van Gill Sans met wat aanpassingen, waaronder andere vormen 'a', 'g' en 'l', zoals bijvoorbeeld Gill Sans Infant. De lettertypefamilie Gill Sans bevat veertien tekensets.

### Gill Sans Pro
Gill Sans Pro is een aanpassing van het origineel van Monotype, uitgegeven in augustus 2005, bestaande uit 21 tekensets. De lettertypefamilie bestaat uit onder andere Gill Sans Book, Gill Sans Book Italic, Gill Sans Heavy, Gill Sans Heavy Italic, Gill Sans Display Bold, Gill Sans Display Bold Condensed.
Het ondersteunt ook Oost-Europese tekensets.

## Toepassingen

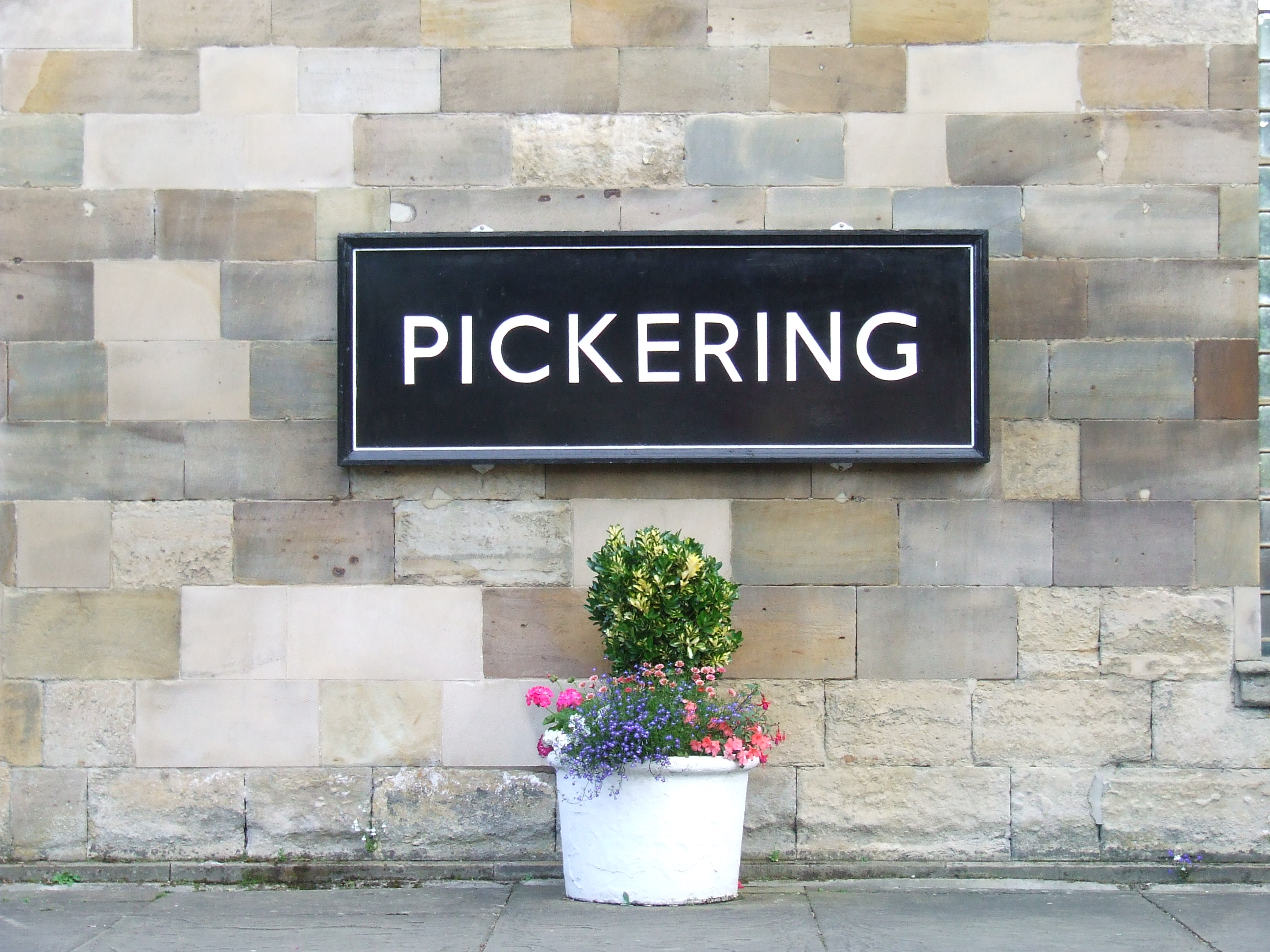
Gill Sans-achtig lettertype op een Engels stationsbord.

Toen het lettertype in 1928 verscheen, aanvankelijk bestaande uit enkel hoofdletters, werd het als snel wijdverbreid toegepast, waaronder steeds meer door de Engelse LNER-spoorwegen voor haar huisstijl: op naamplaten van locomotieven, borden van stationsnamen, menukaarten van stationsrestauraties, tijdschema's en advertenties.
In de jaren 70 en 80 werd Gill Sans gebruikt op wegwijzers en verkeersborden in de voormalige DDR.
Andere toepassingen waren de paperbacks van Penguin Books vanaf 1935, en als corporate font van de BBC.